# Problema de Hadwiger-Nelson

Sete cores do plano, e um gráfico de distância de quatro unidades cromáticas no plano (o fuso de Moser), fornecendo limites superiores e inferiores para o problema Hadwiger-Nelson.

Na teoria dos grafos geométricos, o problema Hadwiger-Nelson, em homenagem a Hugo Hadwiger e Edward Nelson, pede o número mínimo de cores necessárias para colorir o plano, de modo que não haja dois pontos na distância "1" do outro que tenham a mesma cor. A resposta a esse problema continua desconhecida até os dias atuais. Desde que o problema foi concebido, acredita-se que esse número mágico é alguma coisa entre 4 e 7, mas a resposta definitiva ainda é um mistério. Em 2018, Aubrey de Grey, um PhD. em biologia e sem nenhuma ligação com matemática, estava brincando com esse problema no seu tempo livre, quando descobriu, e provou uma pré-impressão argumentando que o número mínimo de cores é de pelo menos cinco e o menor grafo que ele descobriu tem 1581 vértices. Ou seja, ele reduziu a janela de 4 a 7 cores que se acreditava anteriormente para 5 a 7 cores. Esse foi o primeiro avanço na busca de uma solução para esse problema.